# Rascal Does Not Dream of Bunny Girl Senpai
Rascal Does Not Dream of Bunny Girl Senpai (яп. 青春ブタ野郎シリーズ сэйсюн бута яро: сири:дзу), или Aobuta (яп. 青ブタ) — серия ранобэ, написанная Хадзимэ Камосидой и иллюстрированная Кэйдзи Мидзугути. ASCII Media Works выпустила 9 томов с апреля 2014 года. Манга на её основе, ориентированная на взрослых мужчин, выпускается с января 2016 года. Аниме-сериал был снят студией CloverWorks, премьерный показ продолжался с 4 октября по 27 декабря 2018 года. Прямым продолжением сериала является фильм Rascal Does Not Dream of a Dreaming Girl (яп. 青春ブタ野郎はゆめみる少女の夢を見ない Сэйсюн бута яро: ва юмэмиру сё:дзё но юмэ о минай), премьера которого состоялась 15 июня 2019 года.

## Сюжет
Жизнь Сакуты Адзусагавы неожиданно меняется, когда он встречает актрису-подростка Маи Сакурадзиму, бродящую в костюме девушки-кролика по библиотеке, где её никто не замечает, из-за чего она и решила привлечь внимание своим откровенным нарядом. Оказывается, что Сакута — единственный человек, способный её видеть. Сакута решает помочь Маи вновь стать видимой окружающими, что в итоге приводит его к новым знакомствам и неожиданным последствиям.

## Персонажи
- Сакута Адзусагава (яп. 梓川 咲太 Адзусагава Сакута) — главный герой. Парень, обучающийся в той же школе, что и Маи, но на год младше. Как утверждают сплетни, в прошлом он отправил нескольких одноклассников в больницу. На самом же деле туда положили его самого после того, как на его теле сами собой появились рваные раны, от которых у него остались шрамы. Подобные странные явления Сакута объясняет «подростковым синдромом» — слухами о том, что у подростков по неясным причинам иногда пробуждаются различные паранормальные способности.

Сэйю: Кайто Исикава
- Маи Сакурадзима (яп. 桜島 麻衣 Сакурадзима Маи) — главная героиня, «девушка-кролик». Популярная актриса, ушедшая из шоу-бизнеса. Несмотря на былую славу, периодически люди перестают осознавать факт существования Сакурадзимы. При этом они не только не видят Маи, но и ведут себя так, как будто такого человека никогда не существовало. И даже если им предъявить свидетельства существования Маи, их они тоже воспринять не смогут. Так, письмо, подписанное Маи, её мать воспринимала как письмо от неизвестного отправителя. По каким причинам этот эффект активируется и почему затем пропадает — остаётся неясным.

Сэйю: Асами Сэто
- Томоэ Кога (яп. 古賀 朋絵 Кога Томоэ) — главная героиня второго тома ранобэ, «дьяволёнок». Томоэ учится в той же школе, что и Сакута, но на год младше. Именно из-за проблем Томоэ весь мир, кроме её самой и Сакуты, проживает один и тот же день раз за разом. Благодаря Футабе Сакута узнаёт, что Томоэ — так называемый Демон Лапласа. Оказывается, что Томоэ предлагает встречаться один парень, которому она боится отказать, поскольку считает, что о ней могут плохо подумать. Сакута решает помочь ей, и они начинают якобы встречаться. Из-за этого Кога влюбляется в Сакуту, но тот утверждает, что любит только Маи. Вскоре Томоэ всё осознаёт, и её проблемы решаются.

Сэйю: Нао Тояма
- Рио Футаба (яп. 双葉 理央 Футаба Рио) — главная героиня третьего тома ранобэ, «ведьма логики». Является единственным членом научного кружка в школе и одним из пары друзей Сакуты. Изначально она считала, что «подростковый синдром» — это миф, пока сама с ним не столкнулась, однажды раздвоившись.

Сэйю: Ацуми Танэдзаки
- Нодока Тоёхама (яп. 豊浜 のどか Тоёхама Нодока) — главный персонаж четвёртого тома, «идол с комплексом сестры», сводная сестра Маи и член группы идолов. Она завидует своей сестре, считает, что она во всём лучше. У Нодоки развился комплекс неполноценности, из-за чего она меняется телами с Маи. Но вскоре они поменялись обратно, поскольку Нодока осознала, что Маи завидует ей не меньше, и они помирились.

Сэйю: Маая Утида
- Каэдэ Адзусагава (яп. 梓川 かえで (花楓) Адзусагава Каэдэ) — младшая сестра Сакуты и ещё одна жертва «подросткового синдрома», «младшая сестра-затворница». Однажды потеряла память, при этом став совершенно другим человеком. «Новая» Каэдэ очень стеснительная, даже пугается людей, которые приходят к Сакуте, и всё время носит одну и ту же пижаму-кигуруми в виде панды. Это продолжалось только два года. Каэдэ решила, что так продолжаться не может, и поставила для себя несколько целей. Главной целью было снова начать ходить в школу. Поначалу она очень боится, но в итоге, благодаря стараниям Сакуты, уже может спокойно выходить на улицу. Вскоре, под предлогом Сакуты пойти домой короткой дорогой, они приходят в закрытую на ночь школу и пробираются на её территорию, что вдохновляет Каэдэ пойти в неё на следующий день. Однако наутро Сакута обнаруживает, что вернулась «старая» Каэдэ (то есть к ней вернулась память), при этом она не помнит последние два года.

Сэйю: Юрика Кубо
- Сёко Макинохара (яп. 牧之原 翔子 Макинохара Сё:ко) — главный персонаж шестого и седьмого томов, «девочка-мечтательница». Ученица средней школы. Однажды во время дождя, пытаясь спрятать найденного кота от воды, она встречает Сакуту и Маи. К большому удивлению для Сакуты, её зовут так же, как и его первую любовь, да и внешне девочка очень на неё похожа. Они договариваются, что найденный котёнок некоторое время поживёт у Сакуты, а Сёко будет его навещать, но через некоторое время девочка пропадает.

Сэйю: Инори Минасэ
- Юма Куними (яп. 国見 佑真 Куними Ю:ма) — лучший друг Сакуты и Футабы. Встречается с Саки Камисато.

Сэйю: Юма Утида
- Саки Камисато (яп. 上里 沙希 Камисато Саки) — ученица той же школы, что и Сакута с Маи. Девушка Куними. Сильно недолюбливает Сакуту, хочет, чтобы он перестал дружить с Юмой, поскольку считает, что репутация Сакуты может навредить Юме и, соответственно, ей же.

Сэйю: Химика Аканэя
- Фумика Нандзё (яп. 南条 文香 Нандзё: Фумика) — репортёр, которая интересуется «подростковым синдромом». Считает, что шрамы Сакуты и синдром как-то связаны.

Сэйю: Сатоми Сато

## Медиа

### Ранобэ
Серия, открывшаяся ранобэ под названием «Негодник, которому не снилась девушка-кролик», написана Хадзимэ Камосидой и проиллюстрирована Кэйдзи Мидзугути. ASCII Media Works опубликовала 13 томов с апреля 2014 года. Лицензировано компанией Yen Press для выпуска на английском языке в 2020 году.
| №  | Заглавие | Дата публикации       | ISBN                   |
| -- | --- | --------------------- | ---------------------- |
| 1  | Rascal Does Not Dream of Bunny Girl Senpai Сэйсюн бутаяро: ва бани:га:ру сэмпай но юмэ о минай (青春ブタ野郎はバニーガール先輩の夢を見ない)            | 10 апреля 2014 года   | ISBN 978-4-04-866487-5 |
| 2  | Rascal Does Not Dream of Little Devil Kohai Сэйсюн бутаяро: ва путидэбиру ко:хай но юмэ о минай (青春ブタ野郎はプチデビル後輩の夢を見ない)             | 9 сентября 2014 года  | ISBN 978-4-04-866808-8 |
| 3  | Rascal Does Not Dream of a Logical Witch Сэйсюн бутаяро: ва родзикару витти но юмэ о минай (青春ブタ野郎はロジカルウィッチの夢を見ない)                | 10 января 2015 года   | ISBN 978-4-04-869173-4 |
| 4  | Rascal Does Not Dream of an Idol With a Sister Complex Сэйсюн бутаяро: ва сисукон айдору но юмэ о минай (青春ブタ野郎はシスコンアイドルの夢を見ない)   | 9 мая 2015 года       | ISBN 978-4-04-865135-6 |
| 5  | Rascal Does Not Dream of a House-sitting Little Sister Сэйсюн бутаяро: ва орусубан имо:то но юмэ о минай (青春ブタ野郎はおるすばん妹の夢を見ない)      | 10 сентября 2015 года | ISBN 978-4-04-865394-7 |
| 6  | Rascal Does Not Dream of a Dreaming Girl Сэйсюн бутаяро: ва юмэмиру сё:дзё но юмэ о минай (青春ブタ野郎はゆめみる少女の夢を見ない)                     | 10 июня 2016 года     | ISBN 978-4-04-865891-1 |
| 7  | Rascal Does Not Dream of a Girl Experiencing Her First Love Сэйсюн бутаяро: ва хацукой сё:дзё но юмэ о минай (青春ブタ野郎はハツコイ少女の夢を見ない)  | 8 октября 2016 года   | ISBN 978-4-04-892281-4 |
| 8  | Rascal Does Not Dream of a Sister on an Outing Сэйсюн бутаяро: ва одэкакэ сисута: но юмэ о минай (青春ブタ野郎はおでかけシスターの夢を見ない)          | 10 апреля 2018 года   | ISBN 978-4-04-893585-2 |
| 9  | Rascal Does Not Dream of a Girl with a Leather Backpack Сэйсюн бутаяро: ва рандосэру га:ру но юмэ о минай (青春ブタ野郎はランドセルガールの夢を見ない) | 10 октября 2018 года  | ISBN 978-4-04-912017-2 |
| 10 | Rascal Does Not Dream of a Lost Singer Сэйсюн бутаяро: ва маёэру синга: но юмэ о минай (青春ブタ野郎は迷えるシンガーの夢を見ない)                      | 7 февраля 2020 года   | ISBN 978-4-04-912850-5 |
| 11 | Rascal Does Not Dream of Nightingale Сэйсюн бутаяро: ва Найтингэ:ру но юмэ о минай (青春ブタ野郎はナイチンゲールの夢を見ない)                          | 10 декабря 2020 года  | ISBN 978-4-04-912902-1 |
| 12 | Rascal Does Not Dream of His Student Сэйсюн бутаяро ва май сутю:дэнто но юмэ о минай (青春ブタ野郎はマイスチューデントの夢を見ない)                    | 9 декабря 2022 года   | ISBN 978-4-04-913936-5 |

### Манга
Манга, нарисованная Цугуми Нанами, выходит в журнале Dengeki G’s Comic с января 2016 года. В Северной Америке лицензирована компанией Yen Press.
| № | Заглавие | Дата публикации      | ISBN                   |
| - | --- | -------------------- | ---------------------- |
| 1 | Rascal Does Not Dream of Bunny Girl Senpai 1 Сэйсюн бутаяро: ва бани:га:ру сэмпай но юмэ о минай 1 (青春ブタ野郎はバニーガール先輩の夢を見ない 1) | 8 октября 2016 года  | ISBN 978-4-04-892480-1 |
| 2 | Rascal Does Not Dream of Bunny Girl Senpai 2 Сэйсюн бутаяро: ва бани:га:ру сэмпай но юмэ о минай 2 (青春ブタ野郎はバニーガール先輩の夢を見ない 2) | 10 октября 2018 года | ISBN 978-4-04-912068-4 |
| 3 | Rascal Does Not Dream of Little Devil Kohai 1 Сэйсюн бутаяро: ва путидэбиру ко:хай но юмэ о минай 1 (青春ブタ野郎はプチデビル後輩の夢を見ない 1)  | 10 октября 2018 года | ISBN 978-4-04-912070-7 |
| 4 | Rascal Does Not Dream of Little Devil Kohai 2 Сэйсюн бутаяро: ва путидэбиру ко:хай но юмэ о минай 2 (青春ブタ野郎はプチデビル後輩の夢を見ない 2)  | 10 декабря 2018 года | ISBN 978-4-04-912258-9 |

### Аниме
13-серийное аниме выходило в эфир с 4 октября по 27 декабря 2018 года. Анимация произведена на студии CloverWorks. Музыкальное сопровождение было создано группой Fox Capture Plan. Сериал основан на первых 5 томах ранобэ. Песня в его открывающей заставке, «Kimi no Sei» (яп. 君のせい «Из-за тебя»), была написана группой The peggies, в закрывающей, «Fukashigi no Karte» (яп. 不可思議のカルテ «Загадочная больничная карта»), был записан актрисами озвучивания пяти героинь с «подростковым синдромом».
Аниме-фильм «Негодник, которому не снилась девочка-мечтательница» (яп. 青春ブタ野郎はゆめみる少女の夢を見ない Сэйсюн бута яро: ва юмэмиру сё:дзё но юмэ о минай) вышел в свет 15 июня 2019 года. Сюжет фильма построен на 6 и 7 томах ранобэ. Фильм разрабатывался теми же людьми, что и сериал. Эндингом вновь выступила «Fukashigi no Karte», но теперь спетая и сэйю Сёко.
| № | Название                                                                                            | Режиссёр          | Премьера серии       | Ссылка |
| --- | --------------------------------------------------------------------------------------------------- | ----------------- | -------------------- | ------ |
| 1 | «My Senpai is a Bunny Girl» «Сэмпай ва бани:га:ру» (先輩はバニーガール)                             | Кадзуя Ивата      | 4 октября 2018 года  | [ 21 ] |
| 29 мая Сакута просыпается от беспокойного сна и находит дневник, в котором написано, что он 6 мая встретил девушку в костюме кролика, однако её имя было стёрто. Оказывается, что это Маи Сакурадзима, актриса, которая учится в школе Сакуты. В тот день она решила пойти в библиотеку в вызывающем костюме, чтобы проверить, могут ли её видеть, поскольку всё больше и больше людей переставали её замечать. Её видит только Сакута, который решает ей помочь. Уже дома у Сакуты он рассказывает про некий «подростковый синдром». Он считает, что все проблемы из-за этого. В прошлом с этим синдромом столкнулась сначала сестра Сакуты, Каэдэ, а затем и он сам. Чуть позже, после маленькой неразберихи, Маи уходит и пропадает на некоторое время, но позже Сакута её находит. | |                   |                      |        |
| 2 | «On First Dates, Trouble Is Essential» «Хацу дэ:то ни харан ва цукимоно» (初デートに波乱は付き物)   | Кадзуки Хоригути  | 11 октября 2018 года | [ 22 ] |
| Сакута обращается за помощью к Рио Футабе. Она объясняет ему про квантовую механику и кота Шрёдингера. Позже Сакута и Маи собираются на свидание, однако Сакута опаздывает, поскольку хотел помочь потерявшейся маленькой девочке найти маму. Мимо проходила Томоэ Кога, ученица той же школы, что и Сакута. Она приняла Сакуту за педофила и пнула его, однако, осознав ситуацию, извинилась и предложила Сакуте пнуть её в ответ. К несчастью для Сакуты, во время пинка мимо проезжал полицейский, который увёл всех в участок. В итоге Сакута опаздывает на целый час, но Маи всё время ждала его. Уже на пляже оказывается, что даже родная мать перестала видеть Маи. Сакута предлагает Маи поискать места, где её ещё узнают, и они едут в другой город, где и решают переночевать. | |                   |                      |        |
| 3 | «The World Without You» «Кими дакэ га инай сэкай» (君だけがいない世界)                              | Масахиро Синохара | 18 октября 2018 года | [ 23 ] |
| На следующее утро Сакута рассказывает, что не спал всю ночь. Вернувшись в школу, он узнаёт, что все, кроме Футабы, забыли про Маи. Рио думает, что все перестали видеть Маи из-за школьной атмосферы, а также, что её забывают все, кто спал, так как единственный момент, когда квантовое наблюдение невозможно — отсутствие сознания у наблюдателя. Сакута решает как можно дольше обходиться без сна. Ему удается не спать несколько дней. Поскольку скоро экзамены, Маи решила подготовить Сакуту, однако усыпила его снотворными, после чего со слезами на глазах поблагодарила его и попрощалась. Настал день экзамена, во время которого Сакуте удаётся вспомнить Маи. Он отпрашивается в туалет, но на самом деле бежит к стадиону школы, откуда на всю школу признаётся Маи в любви. В то же время Маи, которая, как оказалась, стояла позади Сакуты и которую Сакута уже видит, кричит всей школе о синдроме Сакуты, что, судя по всему, помогает ей, и её видят уже все остальные. | |                   |                      |        |
| 4 | «There Is No Tomorrow For A Rascal» «Бутаяро: ни ва асита га най» (ブタ野郎には明日がない)          | Сёхэй Яманака     | 25 октября 2018 года | [ 24 ] |
| 27 июня. Сакута обедает вместе с Маи. Он предлагает ей начать встречаться, на что Маи соглашается. После обеда Сакута случайно увидел, как Томоэ Коге предлагает встречаться член баскетбольной команды Маэсава. На следующий день Сакута обнаруживает, что опять наступило 27 июня. Он обращается за помощью к Футабе, которая рассказывает про Демона Лапласа. В итоге Сакута понимает, что застрял во временной петле. Чуть позже он обнаруживает Томоэ, которая пряталась от Маэсавы под столом. Она рассказывает, что может поссориться с подругой, если ответит Маэсаве взаимностью или же отказом. Сакута и Кога случайно падают друг на друга, и в этот момент в класс заходят сам Маэсава и Маи, что обоим не особо понравилось. На следующий день, уже 28 июня, Сакута узнаёт, что Маи в школу не приходила. Позже Томоэ предлагает начать лже-встречаться до начала каникул. В конце дня к Сакуте приходит Маи и задает довольно банальный вопрос: «Почему ты не пришёл извиниться?» | |                   |                      |        |
| 5 | «All the Lies I Have for You» «Ариттакэ но усо о кими ни» (ありったけの嘘を君に)                    | Норихито Такахаси | 1 ноября 2018 года   | [ 25 ] |
| Сакута объясняет Маи, почему решил помочь Томоэ: он увидел в ней свою сестру и решил пожалеть её. Маи всё понимает и прощает его. Начинаются псевдо-свидания. Многие думают, что Томоэ стала распущенной, что ухудшает её репутацию. Через некоторое время на железнодорожной станции к Сакуте подходит Маэсава и завязывает драку, однако Сакута выходит победителем. Вместе с Когой они убегают на пляж. Кога спрашивает, чем она может за всё отплатить, и Сакута отвечает, что просто стать его другом, на что Томоэ с радостью соглашается. | |                   |                      |        |
| 6 | «This World You Chose» «Кими га эранда коно сэкай» (君が選んだこの世界)                             | Кадзуя Ивата      | 8 ноября 2018 года   | [ 26 ] |
| 18 июля. Сакута и Томоэ договариваются прекратить свои отношения после последнего свидания на пляже. Но Сакута опять попадает во временную петлю, которая повторяет 18 июля. Однако на этот раз Томоэ об этом якобы не подозревает, но выясняется, что она лгала. Прошло несколько одинаковых дней и одинаковых свиданий на пляже. Сакуте это надоедает и на следующий раз он ведёт Томоэ в другое место. Там она признаётся Сакуте в любви, однако Сакута говорит, что любит только Маи. Томоэ всё понимает, но из-за этого Сакута возвращается обратно в 27 июня, в тот день, когда обедал вместе с Маи. По дороге домой они встречают школьницу Сёко Макинохару, которая пыталась спрятать котёнка от дождя. Оказывается, что у Сёко такое же имя, как и у первой любви Сакуты, что его очень удивляет. | |                   |                      |        |
| 7 | «Adolescence Paradox» «Сэйсюн ва парадоккусу» (青春はパラドックス)                                  | Рюто Оно          | 15 ноября 2018 года  | [ 27 ] |
| Сёко начинает приходить к Сакуте, чтобы ухаживать за подобранным котёнком. Как обычно, Сакута разговаривает про недавние странности вместе с Футабой. Он замечает, что на ней нет очков и у неё поменялась причёска. Позже, во время встречи Маи и Сакуты, они замечают, как Рио входит в интернет-кафе. Там, чтобы найти её, Сакута звонит ей, однако в этот момент находит вторую Рио. Вскоре эта Рио идёт домой к Сакуте. Она думает, что раздвоение могло произойти из-за квантовой физики. С этим предположением соглашается другая Рио и после встречи с ней Сакута сталкивается с Саки, которая показывает ему аккаунт в соцсети с эротическими фотографиями анонимной девушки, в которой Сакута узнаёт Футабу. | |                   |                      |        |
| 8 | «Wash It All Away on a Stormy Night» «О:ямэ но ёру ни субэтэ о нагаситэ» (大雨の夜にすべてを流して) | Сёхэй Яманака     | 22 ноября 2018 года  | [ 28 ] |
| Рио объясняет фотографии тем, что она так боролась с неуверенностью из-за своего тела. Во время встречи Сакуты и Рио на вокзале Футабе пишет незнакомец с нехорошими намерениями. Это её пугает, и она просит Сакуту провести ночь с ней. Аккаунт они удаляют, а Сакута звонит Юме, своему другу, в которого влюблена Рио. Вместе они решают провести ночь на пляже, где позже думают пойти на фестиваль через неделю. На следующий день другая Рио убегает из дома, тем самым заставляя Сакуту под дождём искать её. Найдя её в школе, после недолгого разговора Сакута падает в обморок, придя в себя уже в больнице. Там он говорит приехавшей с ним Рио позвонить другой себе и попроситься вместе пойти на праздник. Во время звонка эта Рио исчезает. | |                   |                      |        |
| 9 | «Sister Panic» «Сисута: паникку» (シスターパニック)                                                 | Дайсукэ Цукуси    | 29 ноября 2018 года  | [ 29 ] |
| Начался новый школьный семестр. Хоть Сакуте и Маи нельзя находиться вместе из-за политики агентства Маи, Сакута не может её найти. По пути домой он её видит, однако в теле Маи находится её младшая сводная сестра Нодока (и наоборот). Нодока очень обижена на Маи, поскольку считает, что та во всём лучше. Это же всё время высказывает мать Нодоки. Пока ничего не прояснилось, сёстры решают жить жизнями друг друга. Но в то время как Маи прекрасно справляется, у Нодоки всё выходит с трудом, что очень сильно влияет на неё. После длительных съёмок Нодоки в теле Маи сама Маи отдаёт ключи от своего дома, но говорит, чтобы Сакута не лез в определённый шкаф. Однако, пока Нодока принимала ванну, Сакута всё же решил посмотреть, что там хранится. | |                   |                      |        |
| 10 | «Complex Congratulations» «Компурэккусу конгураттюрэ:сён» (コンプレックスこんぐらっちゅれーしょん)  | Норихито Такахаси | 6 декабря 2018 года  | [ 30 ] |
| Когда Сакута возвращается домой, Каэдэ встречает его в школьной форме, что удивляет Сакуту, а Маи даёт ему билеты на предстоящий концерт идол-группы Нодоки. На концерте Маи прекрасно выступает, и позже её хвалит мать Нодоки, что приводит саму Нодоку в замешательство. После концерта Нодока и Сакута отправляются на пляж, где Нодока пытается убежать в море. Сакута говорит, что мать её действительно любит, однако Нодока не верит. Тогда, уже дома, Сакута показывает хранящиеся в шкафу Маи письма от Нодоки. После этого Маи и Нодока мирятся и меняются телами обратно. | |                   |                      |        |
| 11 | «The Kaede Quest» «Каэдэ куэсуто» (かえでクエスト)                                                  | Кадзуки Хоригути  | 13 декабря 2018 года | [ 31 ] |
| На пресс-конференции Маи рассказывает про свои отношения с Сакутой и про его влияние на её решение вернуться к съёмкам. Глядя на все это, Каэдэ решает создать свой список целей, который включает в себя ответы на телефонные звонки, выход на улицу и выход в школу. Благодаря Сакуте она начинает выполнять свои цели, в конце концов отправляясь даже на пляж. На этом пляже Каэдэ встречает Котоми, свою подругу детства, однако не узнаёт её. Сакута решает признаться присутствуюющим при этом Маи и Нодоке, что у Каэдэ амнезия. | |                   |                      |        |
| 12 | «Life is a Never-Ending Dream» «Самэнай юмэ о цудзуки о икитэиру» (覚めない夢の続きを生きている)    | Кадзуя Ивата      | 20 декабря 2018 года | [ 32 ] |
| Сакута объясняет состояние Каэдэ Маи и Нодоке: из-за травли в школе она начала испытывать диссоциативную амнезию, что подтолкнуло и мать Каэдэ и Сакуты к психическому расстройству (для улучшения её состояния родители отселились от детей). Вскоре и Сакута получает свои шрамы на груди. Позже Каэдэ прочитала записку в книге, оставленную Котоми. Из-за этого она падает в обморок. Её прошлые воспоминания начинают медленно возвращаться и могут вытеснить воспоминания нынешние. Каэдэ пытается перебороть страх и пойти в школу. Постепенно она сначала выходит за дверь квартиры, затем на улицу. Вскоре, возвращаясь вместе с Сакутой из зоопарка, они, по предложению старшего брата, решают пойти домой короткой дорогой и выходят к пустующей школе. Это утешает Каэдэ, и она заявляет, что на следующее утро обязательно пойдёт в школу. Однако наутро вернулась старая память Каэдэ, ценой недавних воспоминаний. | |                   |                      |        |
| 13 | «The Dawn After an Endless Night» «Акэнай ёру но ёакэ» (明けない夜の夜明け)                         | Хидэтоси Такахаси | 27 декабря 2018 года | [ 33 ] |
| Во время посещения Каэдэ в больнице Сакута расплакался, в результате у него опять открылись шрамы. Чуть позже он неожиданно встречает «старшую» Сёко, свою первую любовь. Пока Сакута принимал ванну, Сёко решила прочесть дневник Каэдэ, который та начала вести после потери памяти. Каэдэ решила создать список целей, чтобы у Сакуты остались приятные воспоминания, поскольку понимала, что она скоро «исчезнет». Уже на следующий день Сакута обнаруживает записку от уже ушедшей Сёко. Рио считает, что Сёко — это иллюзия, созданная самим Сакутой. Вскоре к Сакуте приходит Маи и читает записку, из-за которой тут же уходит. Позже, в день рождения Маи, про который Сакуте рассказывает Нодока, он решает последним поездом отправиться к ней. Выходит так, что поздравить Маи удаётся за 4 минуты до полуночи. На импровизированном свидании Маи просит прощения за то, что не была рядом с ним в трудную минуту, на что Сакута отвечает, что он счастлив и тому, что она рядом с ним. В сцене после титров Сакута и Каэдэ пакуют сумки в больнице. Каэдэ заявляет, что готова ходить в школу, так как знает, что она больше не одна. | |                   |                      |        |